# Antonio D’Este
Antonio D’Este (ur. 1755 na Burano, zm. 13 września 1837 w Rzymie) – włoski rzeźbiarz.

## Biografia
Antonio D’Este urodził się w 1755 roku na wyspie Burano w Lagunie Weneckiej. Praktykował u rzeźbiarza weneckiego Giuseppe Bernardiego. W warsztacie mistrza poznał Antonia Canovę, z którym się zaprzyjaźnił. W Wenecji uczęszczał na kursy malarstwa i rzeźby. W 1777 roku przeniósł się do Rzymu. Najpierw praktykował w warsztacie Massimiliana Trombetty. W latach 1779–1787 zatrudniony przez Maximiliena (Massimiliana) Laboureura. W 1779 ożenił się z Teresą Arrigoni, z którą miał dwóch synów – Giuseppe (1779–?) i Alessandro (1783–1826).
Po założeniu rodziny D’Este otworzył własną pracownię. Dzięki znajomości z Canovą w 1790 roku otrzymał zamówienie na kopię Apollona Belwederskiego dla króla Stanisława Augusta Poniatowskiego. W tym czasie zaczął przyjmować zamówienia na restaurację rzeźb dla Muzeów Watykańskich. Tworzył też kopie rzeźb antycznych, utrzymując się z ich sprzedaży. W 1792 roku odbył podróż z Canovą do Wenecji. Poznał księcia Daniele degli Oddi, dla którego wykonał popiersie portretowe. W roku 1795 stworzył dwa portrety rzeźbiarskie Canovy. Przebywał też w Neapolu, gdzie wykonał szereg popiersi. W 1798 roku wyrzeźbił portret profilowy Canovy. 
Był bliskim i zaufanym współpracownikiem Canovy, odmawiając przyjęcia posady dyrektora ds. restauracji zabytków, zaoferowanej mu przez władze francuskie. W 1799 roku zamknął własne atelier i poświęcił się organizowaniu studia przyjaciela. Osobiście udawał się do Carrary, by wybierać marmury dla Canovy. Z tego okresu pochodzi marmurowa płaskorzeźba Zdjęcia z krzyża zamówiona przez Widmannów z Wenecji. Artysta skopiował wykonany w gipsie model przygotowany przez Canovę. W 1808 znowu wyrzeźbił popiersie portretowe Canovy dla księcia Pezzolego z Bergamo, w 1810 kolejne dla Joachima Murata, a w 1839 popiersie, które syn Giuseppe ofiarował weneckiej Akademii Sztuk Pięknych. W 1815 Canova zlecił D’Estemu wykonanie serii popiersi sławnych Włochów dla rzymskiego Panteonu. W 1832 roku D’Este stworzył ostatnie popiersie Canovy, znajdujące się w kolekcji Muzeów Watykańskich.
W 1802 roku D’Este i jego dwóch synów przygotowali ekspozycję w Museo Chiaramonti, gdzie zostali zatrudnieni przez Canovę, którego papież Pius VII powołał na urząd generalnego inspektora sztuk pięknych. W 1805 D’Este został dyrektorem Museo Chiaramonti. Funkcję tę pełnił wraz z synem Alessandrem. W 1807 roku towarzyszył Canovie w pracach archeologicznych przy Via Appia. Antonio D’Este został mianowany osobą odpowiedzialną za prace konserwatorskie w Muzeach Watykańskich, a po restytucji Państwa Kościelnego objął ich dyrekcję w 1815 roku.
Antonio D’Este wchodził w skład kilku towarzystw i instytucji naukowych. W 1810 został członkiem Akademii Świętego Łukasza w Rzymie, a w latach 1832–1833 jej przewodniczył jako następca Andrei Pozziego. Będąc prezydentem Akademii Świętego Łukasza, D’Este był z urzędu kawalerem papieskiego orderu zwanego potocznie orderem Maura. Był członkiem honorowym m.in. Papieskiej Rzymskiej Akademii Archeologicznej i Akademii Sztuk Pięknych w Carrarze. W 1829 roku wpisał się w poczet członków Akademii Arkadyjskiej pod imieniem Euforbo.
Po śmierci Canovy, w odpowiedzi na zniekształcony obraz przyjaciela i pracodawcy przedstawiony przez Melchiorre Missiriniego w książce Della vita di Antonio Canova, która ukazała się w Prato w 1824 roku, D’Este postanowił napisać własna biografię rzeźbiarza. Została ona wydana we Florencji w 1864 roku już po śmierci autora – edycję Memorie di Antonio Canova przygotował do druku jego wnuk Alessandro.
Antonio D'Este zmarł na cholerę 13 września 1837 roku w Rzymie. Został pochowany w Kościele Matki Bożej Cudownej w Rzymie.
Oprócz kopii Apollona Belwederskiego wykonanej przez artystę w 1790 roku, w Muzeum Narodowym w Warszawie znajduje się Popiersie Antoniny Krasińskiej z Czackich (nr inw. 185271 MNW) z 1808 roku. Babka Zygmunta Krasińskiego pozowała do popiersia portretowego w Rzymie.

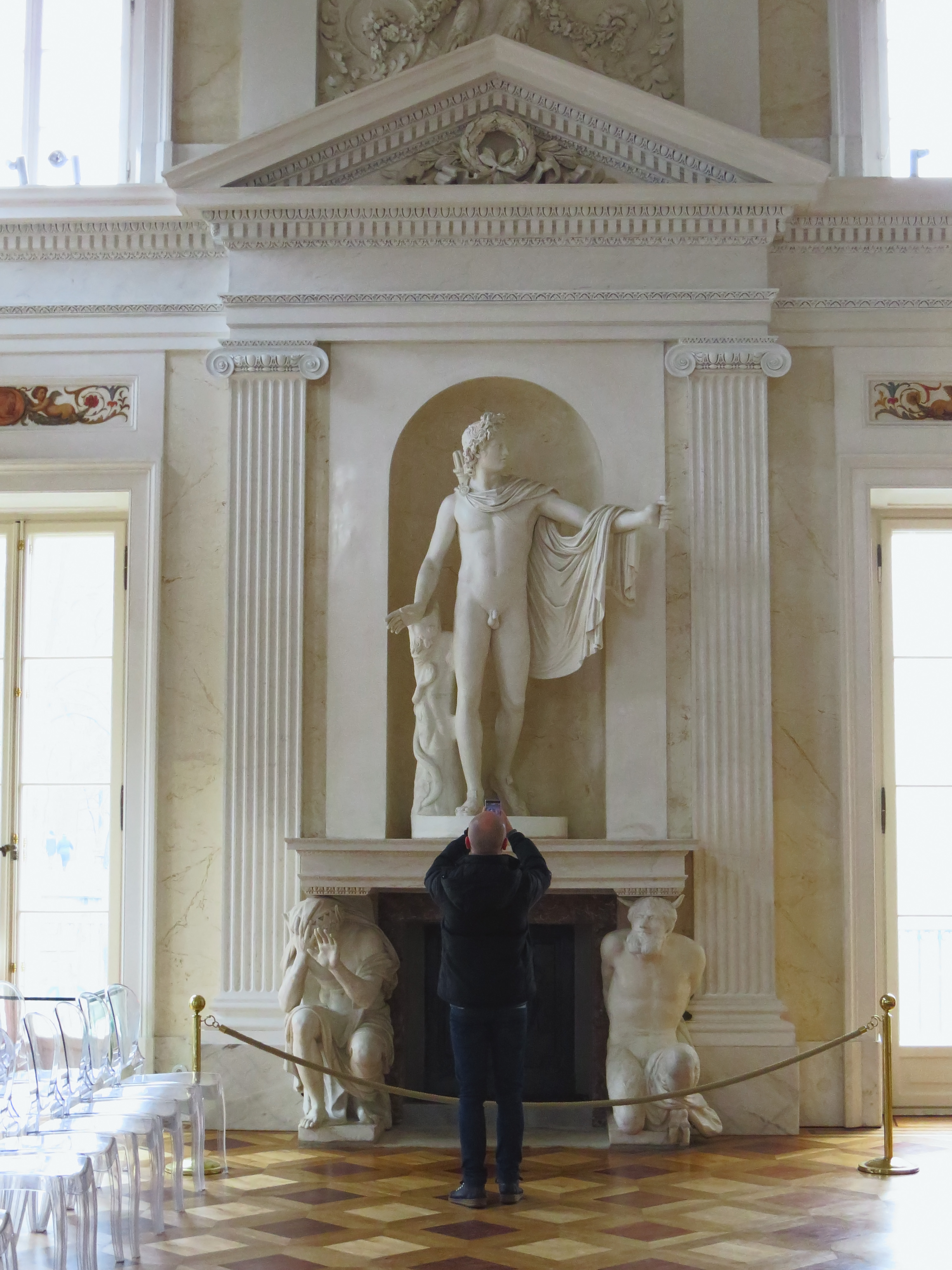
Kopia Apolla Belwederskiego, 1790
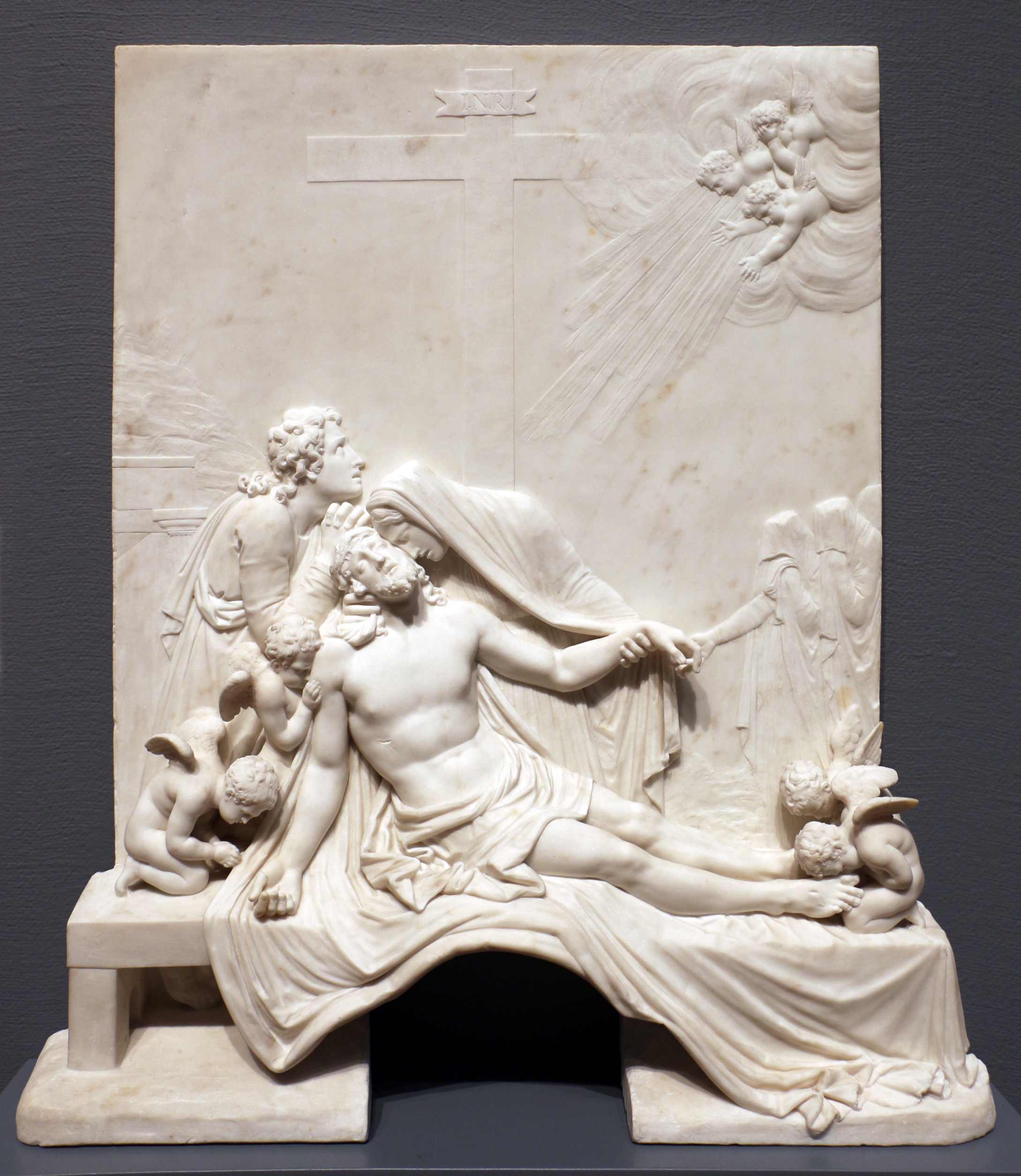
Zdjęcie z krzyża (wg Canovy), po 1800
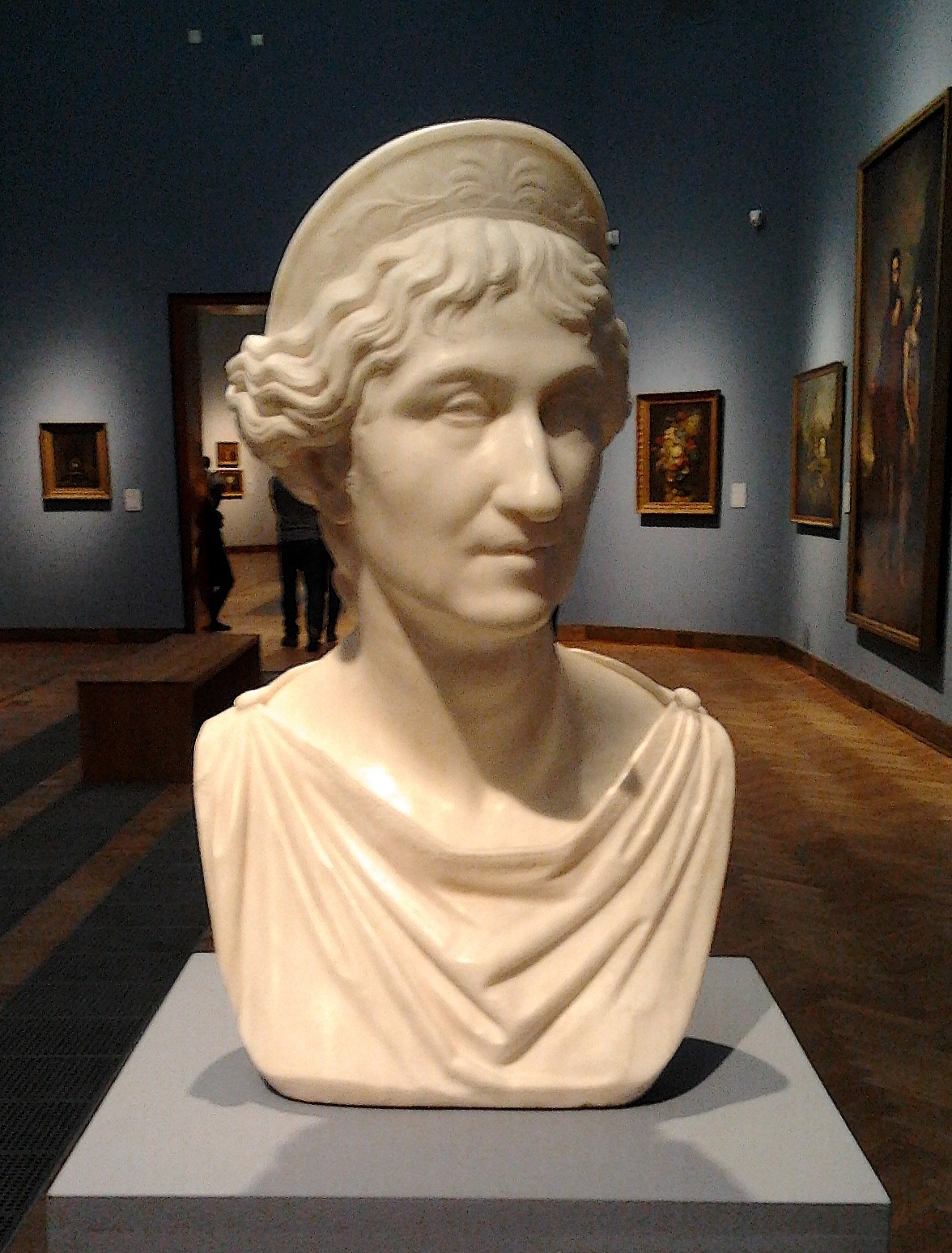
Popiersie Antoniny Krasińskiej z Czackich, 1808
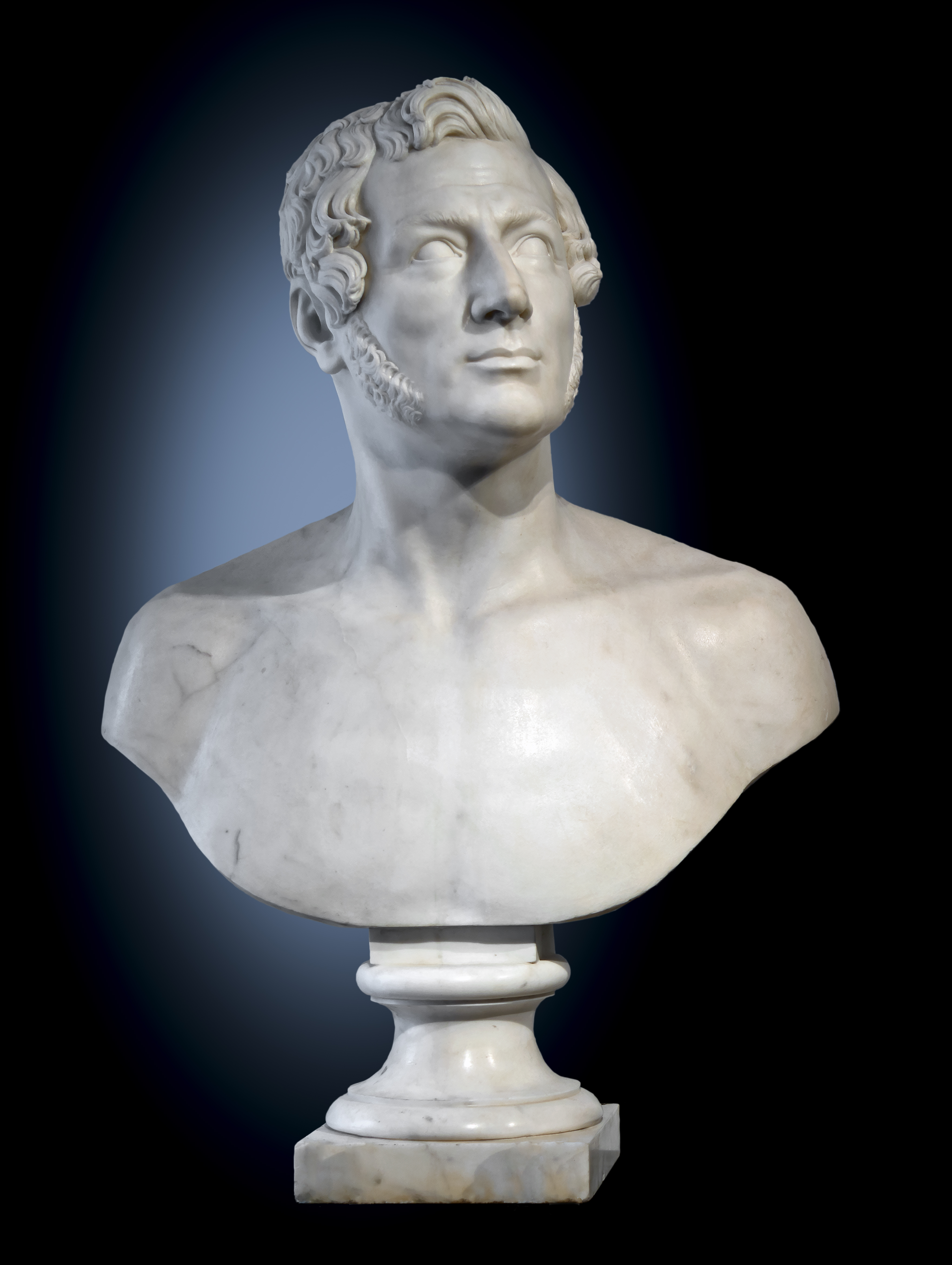
Popiersie autoportret, 1808–1815